# Edoardo Soleri
Edoardo Soleri (Roma, 19 ottobre 1997) è un calciatore italiano, attaccante dello Spezia.

## Carriera

### Club

#### Roma
Nato a Roma, Soleri cresce nelle file della SSD Futbolclub venendo poi ceduto alla Roma nel 2013. Venne subito aggregato alla squadra Primavera del club capitolino giocandovi due stagioni ed esordendovi anche in campo internazionale nella UEFA Youth League 2015-2016 e l'anno dopo nella UEFA Youth League 2016-2017.
Soleri fece il suo debutto tra i professionisti il 29 settembre del 2015, sostituendo il compagno di squadra Alessandro Florenzi nella sconfitta esterna per 3–2 contro il BATĖ Borisov nella stagione 2015-2016 della UEFA Champions League.

#### I prestiti in Italia ed all'estero
Il 30 giugno del 2017 Soleri viene ceduto in prestito in Serie B allo Spezia per una stagione. Fa il suo debutto con il club ligure il 12 agosto successivo, giocando gli ultimi 24 minuti nella partita di Coppa Italia persa per 2 a 0 contro il Sassuolo. Il 19 gennaio 2018, dopo appena 5 presenze il prestito di Soleri viene ritirato. Il giorno successivo viene ceduto, nuovamente in prestito, all'Almería, club di Segunda División spagnola, dove resterà fino al giugno dello stesso anno collezionando 11 presenze e 2 gol in campionato.
Nel luglio del 2018, Soleri firma con l'Almere City club Eerste Divisie olandese, anche questa volta in prestito, dove collezionerà 13 presenze e 5 gol. Nel gennaio successivo viene girato al Braga B in prestito fino a fine stagione dove scenderà in campo appena 3 volte.

#### Padova
Il 10 luglio 2019 viene acquistato a titolo definitivo dal Padova in Serie C. Nella prima stagione collezionerà 19 presenze durante la regular season mettendo a segno 3 gol e giocando anche 3 partite di play-off. Il secondo anno, dopo appena 11 presenze nella prima metà di stagione, il 6 gennaio 2021 viene ceduto in prestito al Monopoli.

#### Palermo
Il 16 luglio del 2021, viene mandato in prestito al Palermo. Esordisce con la nuova società nella prima giornata di campionato nella vittoria interna contro il Latina da subentrando al compagno di squadra Matteo Brunori siglando, nella stessa partita, il gol del definitivo 2 a 0 al 94º minuto. Nel suo primo anno nella società siciliana diviene il secondo miglior marcatore della squadra alle spalle del capo cannoniere del torneo Matteo Brunori, metterà a segno 10 gol durante la regular season, tutti da subentrato. Conferma il suo ruolo di marcatore subentrante durante i play-off segnando il primo dei due gol del Palermo nel secondo turno degli stessi contro la Virtus Entella, partita poi terminata 2-2 che ha permesso al club siciliano di accedere alle semifinali, e successivamente siglando il 3-0 finale nella trasferta vinta contro la Feralpisalò nella prima semifinale. Con le sue 12 realizzazioni (tutte da subentrato, record nella storia del club), risulta estremamente importante per la successiva promozione in Serie B del Palermo. 
Il 16 giugno del 2022, il Palermo esercita la sua opzione per acquistare il cartellino del giocatore. Nell'agosto dello stesso anno, Soleri firma un'estensione di contratto che lo lega ai Rosanero fino al 30 giugno del 2025. Esordisce in Serie B con i siciliani il 13 agosto del 2022 subentrando al compagno Roberto Floriano nella vittoria casalinga contro il Perugia (2-0).
Il 5 febbraio, da subentrato, realizza il suo primo goal in Serie B, decidendo la gara casalinga contro la Reggina (2-1). Il 17 marzo 2023, nella vittoria casalinga contro il Modena (5-2), per prima volta da quando gioca nel Palermo segna partendo da titolare. Chiude la stagione con 29 presenze e 4 reti in campionato. Il 10 agosto 2023 la società annuncia il prolungamento contrattuale fino al 2026.
Nella stagione successiva va a segno, sempre da subentrato, il 12 agosto in Coppa Italia contro il Cagliari (2-1 d.t.s.). Segna il suo primo goal in campionato il 29 agosto contro la Reggiana (1-3).
Il 20 gennaio 2024, entra dalla panchina e realizza la sua prima doppietta in maglia rosanero, risultando decisivo nella vittoria casalinga contro il Modena (4-2). Il 15 marzo, contro il Venezia, raggiunge il traguardo delle 100 presenze con il club siciliano. Chiude la stagione con 6 goal realizzati, di cui 5 in campionato. Migliorando il suo record personale in una singola stagione in Serie B.

#### Spezia
Il 15 luglio 2024 viene acquistato a titolo definitivo dallo Spezia, nell’ambito di un'operazione che vede passare agli aquilotti anche il compagno di squadra Giuseppe Aurelio. Esordisce con gli spezzini il 12 agosto seguente, nel match di Coppa Italia contro la Salernitana, in cui tra l'altro mette a segno la sua prima doppietta in maglia bianconera.

### Nazionale
Fa il suo esordio in nazionale under 19 l'8 ottobre 2015 nell'incontro valevole per le qualificazioni al Campionato europeo di calcio Under-19 2015 contro la rappresentanza dei pari età della Finlandia subentrando a Alfredo Bifulco, incontro pareggiato 1 a 1. Segna il suo unico gol con la nazionale under 19 in occasione della vittoria 4 a 1 contro la Repubblica Ceca del 12 Novembre 2015. Il 23 marzo 2018 esordisce con la nazionale under 20 nell'incontro di Under 20 Elite League perso 1 a 0 contro i pari età della Repubblica Ceca.

## Statistiche

### Presenze e reti nei club
Statistiche aggiornate al 29 ottobre 2024.
| Stagione        | Squadra         | Campionato      | Campionato | Campionato | Coppe nazionali | Coppe nazionali | Coppe nazionali | Coppe continentali | Coppe continentali | Coppe continentali | Altre coppe | Altre coppe | Altre coppe | Totale | Totale |
| Stagione        | Squadra         | Comp            | Pres       | Reti       | Comp            | Pres            | Reti            | Comp               | Pres               | Reti               | Comp        | Pres        | Reti        | Pres   | Reti   |
| --------------- | --------------- | --------------- | ---------- | ---------- | --------------- | --------------- | --------------- | ------------------ | ------------------ | ------------------ | ----------- | ----------- | ----------- | ------ | ------ |
| 2015-2016       | Roma            | A               | 0          | 0          | CI              | 0               | 0               | UCL                | 1                  | 0                  | -           | -           | -           | 1      | 0      |
| 2016-2017       | Roma            | A               | 0          | 0          | CI              | 0               | 0               | UCL                | 0                  | 0                  | -           | -           | -           | 0      | 0      |
| Totale Roma     | Totale Roma     | Totale Roma     | 0          | 0          |                 | 0               | 0               |                    | 1                  | 0                  |             | -           | -           | 1      | 0      |
| 2017-gen. 2018  | Spezia          | B               | 5          | 0          | CI              | 1               | 0               | -                  | -                  | -                  | -           | -           | -           | 6      | 0      |
| gen.-giu. 2018  | Almería         | SD              | 11         | 2          | CR              | -               | -               | -                  | -                  | -                  | -           | -           | -           | 11     | 2      |
| 2018-gen. 2019  | Almere City     | EED             | 13         | 5          | CO              | 2               | 0               | -                  | -                  | -                  | -           | -           | -           | 15     | 5      |
| gen.-giu. 2019  | Braga B         | SL              | 3          | 0          | -               | -               | -               | -                  | -                  | -                  | -           | -           | -           | 3      | 0      |
| 2019-2020       | Padova          | C               | 19+3       | 3          | CI-C            | 1               | 0               | -                  | -                  | -                  | -           | -           | -           | 23     | 3      |
| 2020-gen. 2021  | Padova          | C               | 11         | 0          | CI              | 3               | 1               | -                  | -                  | -                  | -           | -           | -           | 14     | 1      |
| Totale Padova   | Totale Padova   | Totale Padova   | 30+3       | 3          |                 | 4               | 1               |                    | -                  | -                  |             | -           | -           | 37     | 4      |
| gen.-giu. 2021  | Monopoli        | C               | 18         | 3          | CI              | -               | -               | -                  | -                  | -                  | -           | -           | -           | 18     | 3      |
| 2021-2022       | Palermo         | C               | 35+8       | 10+2       | CI-C            | 3               | 0               | -                  | -                  | -                  | -           | -           | -           | 46     | 12     |
| 2022-2023       | Palermo         | B               | 29         | 4          | CI              | 2               | 0               | -                  | -                  | -                  | -           | -           | -           | 31     | 4      |
| 2023-2024       | Palermo         | B               | 29+3       | 5          | CI              | 1               | 1               | -                  | -                  | -                  | -           | -           | -           | 33     | 6      |
| Totale Palermo  | Totale Palermo  | Totale Palermo  | 93+11      | 19+2       |                 | 6               | 1               |                    | -                  | -                  |             | -           | -           | 110    | 22     |
| 2024-2025       | Spezia          | B               | 20         | 3          | CI              | 1               | 2               | -                  | -                  | -                  | -           | -           | -           | 21     | 5      |
| Totale Spezia   | Totale Spezia   | Totale Spezia   | 25         | 3          |                 | 2               | 2               |                    | -                  | -                  |             | -           | -           | 27     | 5      |
| Totale carriera | Totale carriera | Totale carriera | 193+14     | 35+2       |                 | 14              | 4               |                    | 1                  | 0                  |             | -           | -           | 222    | 41     |

### Cronologia presenze e reti in nazionale
| Cronologia completa delle presenze e delle reti in nazionale ― Italia under 19 | Cronologia completa delle presenze e delle reti in nazionale ― Italia under 19 | Cronologia completa delle presenze e delle reti in nazionale ― Italia under 19 | Cronologia completa delle presenze e delle reti in nazionale ― Italia under 19 | Cronologia completa delle presenze e delle reti in nazionale ― Italia under 19 | Cronologia completa delle presenze e delle reti in nazionale ― Italia under 19 | Cronologia completa delle presenze e delle reti in nazionale ― Italia under 19 | Cronologia completa delle presenze e delle reti in nazionale ― Italia under 19 |
| Data                                                                           | Città                                                                          | In casa                                                                        | Risultato                                                                      | Ospiti                                                                         | Competizione                                                                   | Reti                                                                           | Note                                                                           |
| ------------------------------------------------------------------------------ | ------------------------------------------------------------------------------ | ------------------------------------------------------------------------------ | ------------------------------------------------------------------------------ | ------------------------------------------------------------------------------ | ------------------------------------------------------------------------------ | ------------------------------------------------------------------------------ | ------------------------------------------------------------------------------ |
| 8-10-2015                                                                      | Skopje                                                                         | Finlandia under 19                                                             | 1 – 1                                                                          | Italia under 19                                                                | Qual. Europeo Under-19 2015                                                    | -                                                                              | 21’                                                                            |
| 10-10-2015                                                                     | Skopje                                                                         | Macedonia under 19                                                             | 3 – 2                                                                          | Italia under 19                                                                | Qual. Europeo Under-19 2015                                                    | -                                                                              | 60’ 73’                                                                        |
| 12-11-2015                                                                     | Pistoia                                                                        | Italia under 19                                                                | 4 – 1                                                                          | Rep. Ceca under 19                                                             | Amichevole                                                                     | 1                                                                              | 64’                                                                            |
| 16-12-2015                                                                     | Recanati                                                                       | Italia under 19                                                                | 4 – 1                                                                          | Serbia under 19                                                                | Amichevole                                                                     | -                                                                              | 8’                                                                             |
| 20-1-2016                                                                      | Lepe                                                                           | Spagna under 19                                                                | 1 – 2                                                                          | Italia under 19                                                                | Amichevole                                                                     | -                                                                              | 60’                                                                            |
| Totale                                                                         |                                                                                | Presenze                                                                       | 5                                                                              |                                                                                | Reti                                                                           | 1                                                                              |                                                                                |

| Cronologia completa delle presenze e delle reti in nazionale ― Italia under 20 | Cronologia completa delle presenze e delle reti in nazionale ― Italia under 20 | Cronologia completa delle presenze e delle reti in nazionale ― Italia under 20 | Cronologia completa delle presenze e delle reti in nazionale ― Italia under 20 | Cronologia completa delle presenze e delle reti in nazionale ― Italia under 20 | Cronologia completa delle presenze e delle reti in nazionale ― Italia under 20 | Cronologia completa delle presenze e delle reti in nazionale ― Italia under 20 | Cronologia completa delle presenze e delle reti in nazionale ― Italia under 20 |
| Data                                                                           | Città                                                                          | In casa                                                                        | Risultato                                                                      | Ospiti                                                                         | Competizione                                                                   | Reti                                                                           | Note                                                                           |
| ------------------------------------------------------------------------------ | ------------------------------------------------------------------------------ | ------------------------------------------------------------------------------ | ------------------------------------------------------------------------------ | ------------------------------------------------------------------------------ | ------------------------------------------------------------------------------ | ------------------------------------------------------------------------------ | ------------------------------------------------------------------------------ |
| 22-3-2018                                                                      | Plzeň                                                                          | Rep. Ceca under 20                                                             | 1 – 0                                                                          | Italia under 20                                                                | Under 20 Elite League                                                          | -                                                                              | 80’                                                                            |
| 27-3-2018                                                                      | Alessandria                                                                    | Italia under 20                                                                | 2 – 3                                                                          | Svizzera under 20                                                              | Under 20 Elite League                                                          | -                                                                              | 72’                                                                            |
| Totale                                                                         |                                                                                | Presenze                                                                       | 2                                                                              |                                                                                | Reti                                                                           | 0                                                                              |                                                                                |

## Palmares

### Club
- Campionato Primavera: 1

Roma: 2015-2016
- Supercoppa Primavera: 1

Roma: 2016
- Coppa Italia Primavera: 1

Roma: 2016-2017

### Individuale
- Capocannoniere del Campionato Primavera: 1

2016-2017 (24 gol)
- Capocannoniere della Coppa Italia Primavera: 1

2016-2017 (5 gol)